# Alexandre Antônio Bergamo
Pour les articles homonymes, voir Bergamo.
Alexandre Antônio Bergamo est un joueur italo-brésilien de volley-ball né le 5 mars 1981 à Bento Gonçalves (Rio Grande do Sul). Il mesure 1,98 m et joue attaquant.

## Clubs
| Club              | Pays    | De        | À         |
| ----------------- | ------- | --------- | --------- |
| Bento Vôlei       | Brésil  | 2004-2005 | 2004-2005 |
| ADU Caxias do Sul | Brésil  | 2005-2006 | 2005-2006 |
| Pallavolo Pineto  | Italie  | 2006-2007 | 2006-2007 |
| Cagliari Volley   | Italie  | 2007-2008 | 2007-2008 |
| Pallavolo Loreto  | Italie  | 2008-2009 | 2008-2009 |
| Spacer's Toulouse | France  | 2009-2010 | 2009-2010 |
| Gümüşhane Torul   | Turquie | 2010-2011 | 2010-2011 |